# Offermentalitet
Offermentalitet eller offerskap (engelska: victim mentality respektive victimhood) är ett psykologiskt koncept. Det relaterar till ett förhållningsmönster där en person eller en grupp av personer ser sig själv som offer för andras handlingar. Termen används och i relation till tendensen att beskylla ens olyckor på andras ogärningar. En offermentalitet kan utvecklas som en försvarsmekanism, i syfte att hantera negativa upplevelser. Identifikationen med rollen som offer kan populärt beskrivas som att "klä sig i offerkofta", en ofta ringaktande benämning av någon som av omgivningen anses överdriva negativa upplevelser och "skylla ifrån sig" på andra. Det relaterade begreppet viktimisering handlar om att skapa en offermentalitet.
Fascism bygger delvis på en idé om att nationen befinner sig i kris och utsatt för andras orättmätiga handlingar, något som ska motivera radikala samhällsförändringar.
En offermentalitet kan utvecklas via dåliga behandling av omgivningen från barndomen upp till vuxenlivet. På samma sätt ägnar sig brottslingar ofta i ett självidentifierande som offer, där de kan tolka sig själv moraliskt handlande människor där deras brottslighet endast är en reaktion på ett omoraliskt samhälle; de kan betrakta sig som orättvist utvalda "syndabockar". Förhållningssättet kan också vara ett resultat av tidigare trauma som bidragit till ens upplevelse av att vara offer. Tecknen på offerskap är i stora delar likartade mellan individ- och gruppnivå.

## Egenskaper

### Exempel på symptom
Offerkomplexet tenderar att beskrivas som del av en individs personlighet, med personlighetsdrag som förkroppsligar personens övertygelse av att ständigt lida av andra personers handlingar. Självömkan är en naturlig del i en persons sorgeprocess, men denna är i regel övergående och inte prägladf av överdrivna känslor av skuld, skam eller hjälplöshet. Människor som drabbas av offermentalitet har ofta lätt att bli deprimerade.
- Man kan peka ut andra som orsaken till en oönskad situation och förneka ens eget ansvar för sitt liv eller vägen till denna situation.[10]
- Man kan förknippa den "skyldige" med medveten elakhet.[8]
- Man kan tro att andra i regel är mer lyckligt lottade.[11]
- Man kan känna lättnad av att tycka synd om sig själv eller få känna andras sympati.[11]

Offermentaliteten har i regel setts som kopplad till en pessimistisk världsbild, självömkan och undertryckt ilska.
Personer med offermentalitet kan också:
- uppvisa en allmän tendens att bedöma en situation på ett realistiskt sätt men utan en förmåga eller nyfikenhet till att ta sig till roten på ens upplevda maktlöshet i den aktuella situationen[13]
- uppvisa narcissism eller egoism[14]
- anlägga försvarsställning, även när andra vill hjälpa till.[11]
- undvika risktagande[15]
- uppvisa inlärd hjälplöshet[16]
- bli självanklagande eller självförnekande[17]
- se andras bekräftande av dig som offer som viktigt[18]
- se andra som ansvariga för hur en process ska förlöpa[18]

### Individuell och kollektiv nivå
På individuell och kollektiv nivå syns andra egenskaper i samband med offermentalitet:
- Behovet av bekräftelse[8] – behovet att få sitt offerskap erkänt och bekräftat av andra. Detta hjälper till att förstärka både en persons självbild och dess allmänna världsbild.
- Moralisk elitism[8] – en uppfattning av ens egen moraliska överlägsenhet och andras omoral, både på individuell och på gruppnivå. Detta bidrar till att förstärka en svart/vit syn på moral och på personers handlingar.
- Brist på empati – eftersom individen är upptagen av sitt eget lidande, tenderar hen att glömma av andras lidande. Detta leder lätt till egoism.[8]
- Grubblande – offer tenderar att fokusera sin uppmärksamhet på sina egna negativa känslor, deras orsaker och konsekvenser, istället för att vara lösningsorienterad. Detta förorsaka aggression som ett svar på förolämpningar eller hot och minskar ens önskan till förlåtelse av "förövaren".[8]